# راکموند دانبار
راکموند دانبار (به انگلیسی: Rockmond Dunbar) یک هنرپیشه آمریکایی است که بیشتر به خاطر نقش‌هایش در نقش بینز در سریال زمین ۲ محصول شبکه ان‌بی‌سی، کنی چادوی در درام خانوادگی روح غذا و بنجامین مایلز "یادداشت سی" فرانکلین در سریال درام جنایی شبکه فاکس، فرار از زندان شناخته می‌شود.

## دوران اولیه زندگی و تحصیل
دانبار در ۱۱ ژانویه ۱۹۷۳ در اوکلند، کالیفرنیا به دنیا آمد.  او در دبیرستان فنی اوکلند تحصیل کرد و به مدت یک سال در کالج مورهاوس حضور یافت و سپس برای ادامه تحصیل در کالج سانتافه و دانشگاه نیومکزیکو رفت.